# Ross Granville Harrison

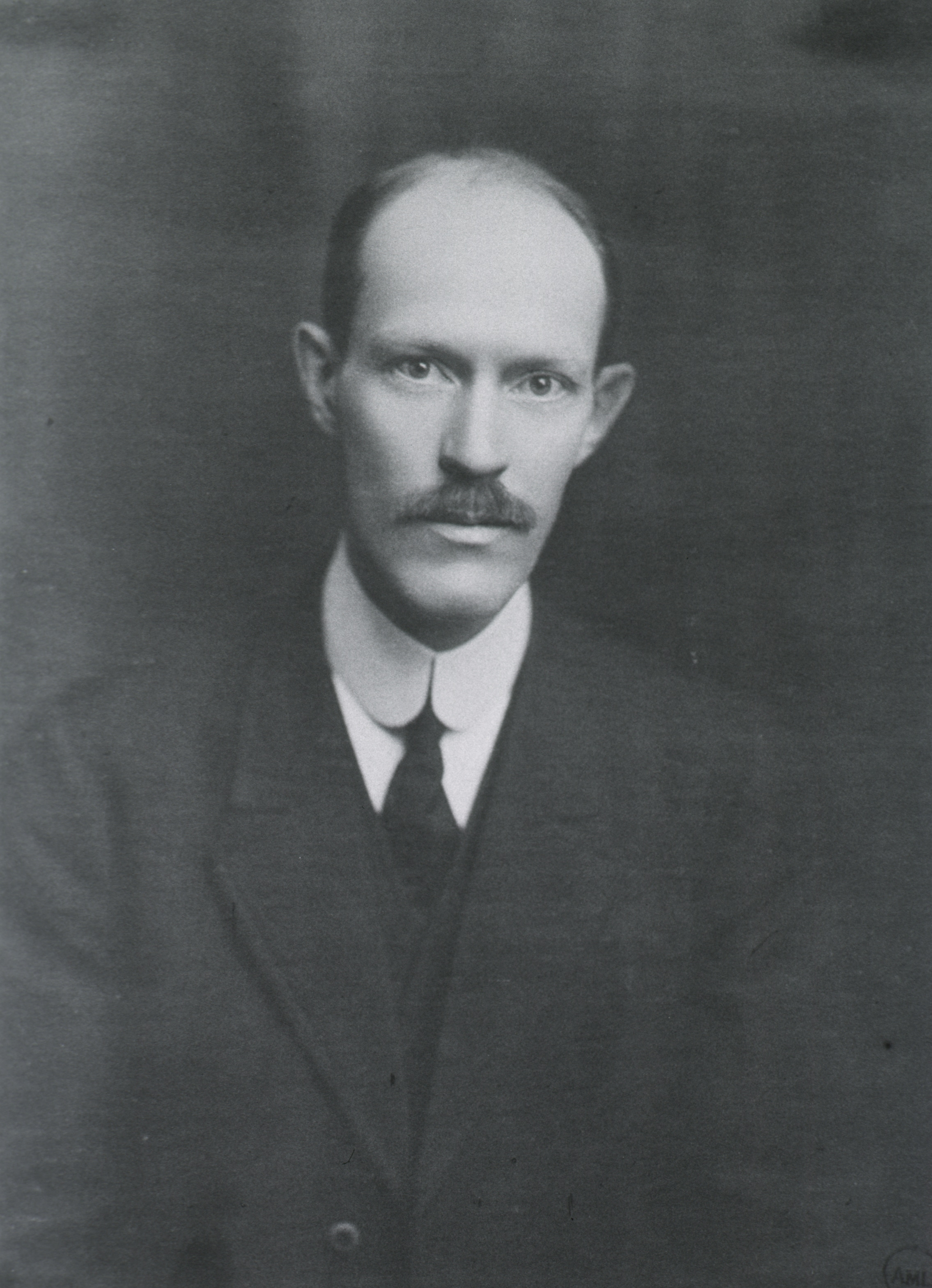
Ross Granville Harrison, 1911

Ross Granville Harrison (* 13. Januar 1870 in Germantown, Pennsylvania; † 30. September 1959 in New Haven, Connecticut) war ein US-amerikanischer Zoologe.
Harrison erwarb 1889 an der Johns Hopkins University einen Bachelor, 1894 ebendort einen Ph.D. in Zoologie und 1899 an der Universität Bonn einen Doktor der Medizin. 1896 heiratete er in Altona Ida Lange. Das Paar hatte fünf Kinder.
Ab 1896 hatte er an der Johns Hopkins University eine Professur für Anatomie inne, ab 1907 an der Yale University eine Professur für vergleichende Anatomie und Zoologie und ab 1927 war er Sterling Professor für Biologie in Yale. 1938 wurde er emeritiert und war von 1938 bis 1946 Leiter des National Research Council. Er blieb bis kurz vor seinem Tod wissenschaftlich aktiv.
Harrison gilt als Vorreiter der Entwicklung der Zellkultur. Außerdem hat er wichtige Beiträge zur Embryologie geleistet und führte erste Experimente zur Organtransplantation durch. Um 1907 beobachtete er in einer Gewebekultur das Auswachsen der Nervenfaser aus der Nervenzelle. Er gründete die wissenschaftliche Zeitschrift Journal of Experimental Zoology und war von 1903 bis 1946 ihr Herausgeber.
Zwischen 1913 und 1941 wurde Ross 15-mal für den Nobelpreis für Physiologie oder Medizin nominiert.

## Auszeichnungen (Auswahl)
- 1908 Harvey Lecture[3]
- 1913 Mitglied der National Academy of Sciences[4]
- 1913 Mitglied der American Philosophical Society[5]
- 1921 Mitglied der American Academy of Arts and Sciences[6]
- 1933 Croonian Lecture der Royal Society:[7] The origin and development of the nervous system studied by the methods of experimental embryology.
- 1933 Harvey Lecture
- 1940 Auswärtiges Mitglied der Royal Society[7]
- 1946 Korrespondierendes Mitglied der Académie des sciences[8]
- 1947 John J. Carty Award der National Academy of Sciences[9]
- 1948 Auswärtiges Mitglied der Königlich Niederländischen Akademie der Wissenschaften[10]
- 1956 Internationaler Antonio-Feltrinelli-Preis[11]
- Mitglied der Norwegischen Akademie der Wissenschaften, der Königlich Schwedischen Akademie der Wissenschaften und der Accademia Nazionale dei Lincei
- Zahlreiche Ehrendoktorate, darunter der Albert-Ludwigs-Universität Freiburg, der Eberhard Karls Universität Tübingen, des Trinity College Dublin und der Universität Budapest